# Tramwaje w Rostocku
Tramwaje w Rostocku (niem. Straßenbahn Rostock) – jeden z dwóch systemów tramwajowych funkcjonujących na obszarze niemieckiego kraju związkowego Meklemburgia-Pomorze Przednie (drugi znajduje się w Schwerinie). System tramwajowy w Rostocku składa się z torowisk o długości 35,6 km i 64 przystanków. Pierwsze tramwaje konne rozpoczęły kursowanie w 1881 r. w śródmieściu miasta, które w późniejszym czasie stało się centrum systemu tramwajowego. Do 2006 r. systematycznie rozbudowywano sieć torowisk, dzięki czemu w 2012 r. transport autobusowy przewiózł jedynie 50% pasażerów komunikacji miejskiej.

## Historia
Pierwsze trzy linie tramwaju konnego zostały otwarte w 1898 r. staraniem przedsiębiorstwa Mecklenburgische Straßen-Eisenbahn Actien Gesellschaft. W 1904 r. system został zelektryfikowany, a przedsiębiorstwo przyjęło nazwę Rostocker Straßenbahn AG. W następnych latach rozbudowywano sieć torowisk do nowo powstających osiedli. W 1951 r. do Rostocku dostarczono pierwsze tramwaje produkcji wschodnioniemieckiej, a przewoźnika przemianowano na VEB Nahverkehr Rostock. 11 lat później służbę liniową rozpoczęły tramwaje przegubowe z fabryki Gotha. W 1974 r. zlikwidowano linię tramwajową nr 4 i zastąpiono autobusami. W latach 1987–1990 połączono nowymi odcinkami torowisk osiedla Dierkow i Toitenwinkel z pozostałymi częściami miasta. W 1990 r. powrócono do dawnej nazwy przewoźnika – Rostocker Straßenbahn AG. W 1994 r. zakupiono pierwsze niskopodłogowe tramwaje typu Duewag 6NGTWDE. W latach 2000–2006 rozbudowano system o nowe odcinki, a w 2003 r. otwarto tunel tramwajowy pod głównym dworcem kolejowym. W 2014 r. do Rostocku sprowadzono niskopodłogowe tramwaje typu Vossloh 6N2, które umożliwiły wycofanie z ruchu wysokopodłogowych tramwajów Tatra T6A2m produkcji czechosłowackiej.

## Linie
Stan z 24 lutego 2020 r.
| Linia | Trasa                             |
| ----- | --------------------------------- |
| 1     | Hafenallee ↔ Mecklenburger Allee  |
| 2     | K.-Schumacher-Ring ↔ Reutershagen |
| 3     | Dierkower Allee ↔ Neuer Friedhof  |
| 4     | Dierkower Allee ↔ Campus Südstadt |
| 5     | Südblick ↔ Mecklenburger Allee    |
| 6     | Campus Südstadt ↔ Neuer Friedhof  |

## Tabor
Stan z 24 lutego 2020 r.
| Zdjęcie        | Typ            | Eksploatacja od | Liczba |
| -------------- | -------------- | --------------- | ------ |
|                | Duewag 6NGTWDE | 1994            | 40     |
|                | Vossloh 6N2    | 2013            | 13     |
| Łączna liczba: | Łączna liczba: | Łączna liczba:  | 53     |